# Nebenkrater
Ein Nebenkrater ist in der astronomischen Nomenklatur des Mondes ein Krater, dessen Name aus dem Namen eines in der Nähe gelegenen, meist größeren und prominenteren Kraters und einem angefügten lateinischen Großbuchstaben besteht, beispielsweise der in der Nähe des Kraters Ptolemaeus gelegene Ptolemaeus B.
Der größere Krater wird auch Hauptkrater (englisch parent feature) genannt.

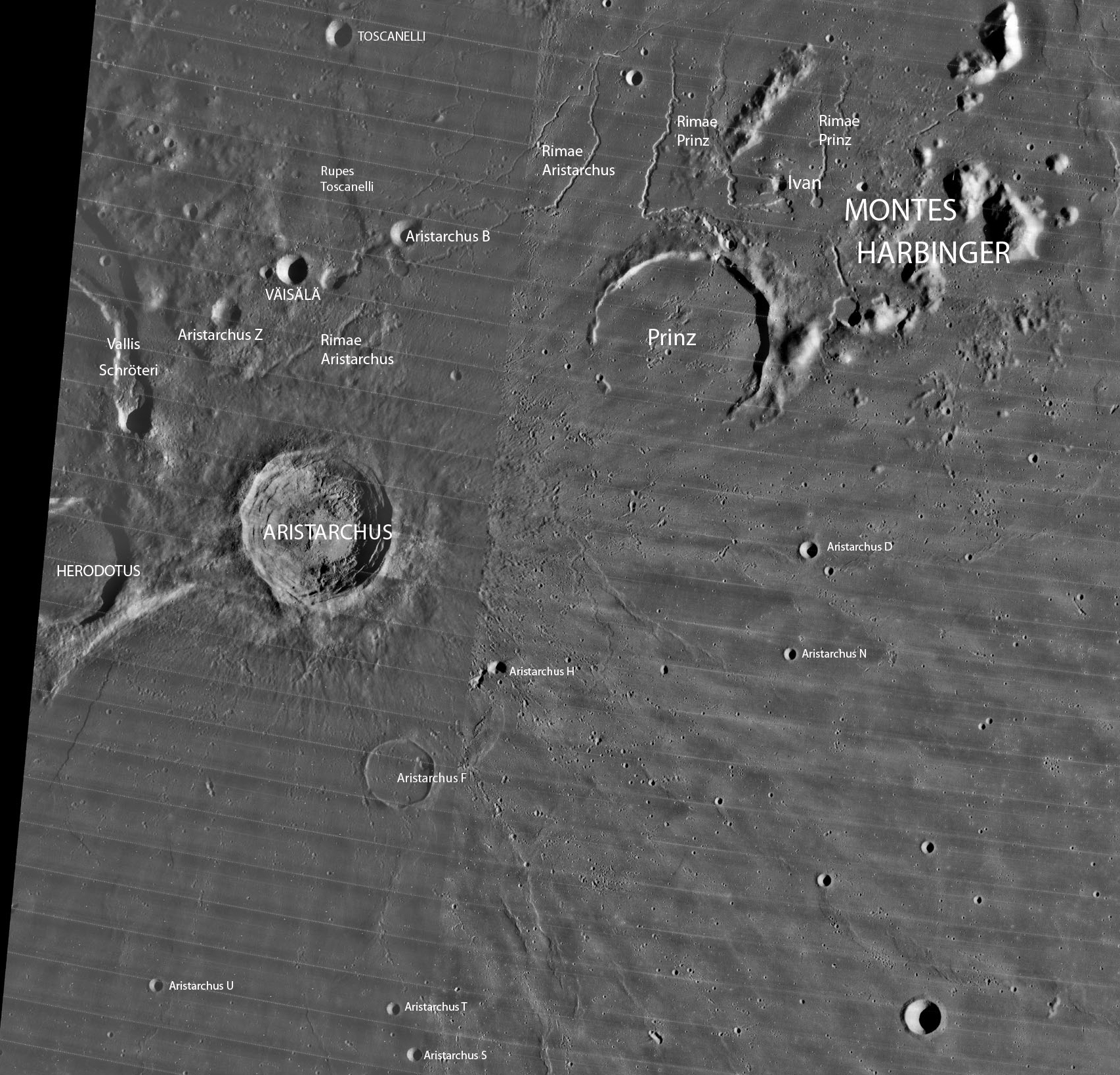
Mondkrater Aristarchus und die Umgebung mit seinen neun Nebenkratern

## Geschichte
Die Bezeichnungsform wurde von Wilhelm Beer und Johann Heinrich Mädler in ihrer Mappa selenographica eingeführt, um kleinere, bislang unbenannte Oberflächenstrukturen zu benennen, wobei aus Platzgründen nur der Buchstabe auf der Karte erschien. Die Zuordnung ergab sich daraus, dass der Buchstabe an der dem Hauptkrater zunächst gelegenen Kraterrand positioniert war, ein System, das später Anlass zu einiger Ungenauigkeit und Verwirrung gab.
Diese Unklarheiten wurde von Blagg et al. 1935 ausgeräumt, die im  Auftrag der Commission 16 der Internationalen Astronomischen Union (IAU) die bis dahin existierende Nomenklatur abglichen und vereinheitlichten und zahlreiche weitere Krater mit Buchstaben benannten, wobei teilweise auch Doppelbuchstaben verwendet wurden. Zudem wurden Erhebungen unter Verwendung griechischer Buchstaben benannt.
Dieses Verfahren wurde im System of Lunar Craters des Lunar and Planetary Laboratory an der University of Arizona fortgesetzt, wobei alle Krater der erdzugewandten Seite mit über 3,5 km Durchmesser benannt wurden.
1973 beschloss die IAU, dass Benennungen mit Buchstaben in Zukunft durch Benennungen nach verstorbenen Personen schrittweise ersetzt werden sollten. Dieser Umbenennungsprozess machte nur sehr langsame Fortschritte und die Arbeit der damaligen Task Group for Lunar Nomenclature (TGLN) wurde von Selenographen wegen der von ihr erzeugten Inkonsistenzen und Unklarheiten weithin kritisiert. Dennoch wurden bis 2006 nur umbenannte Krater mit der zusätzlichen Angabe des Buchstabens in den offiziellen Quellen der IAU angeführt. Seitdem gelten auch die etwa 7000 Nebenkraterbezeichnungen als offiziell und erscheinen beispielsweise in dem Gazetteer of Planetary Nomenclature der IAU.
Da die offizielle Nomenklatur des Mondes nach 1973 keine angemessenen Fortschritte machten, wurde die Arbeit von der NASA weitergeführt, vor allem da zahlreiche Krater von wissenschaftlichem Interesse auf der Mondrückseite noch nicht benannt waren. Bei diesen Bemühungen wurden auch interessierte Gruppen und Personen außerhalb der NASA in der Lunar Photography and Cartography Committee (LPACC) einbezogen. Die Arbeit führte zu der 1982 publizierten NASA-RPC-1097 von Andersson und Whitaker. Darin wurden Nebenkraternamen für zahlreiche Krater der Mondrückseite angegeben, wobei folgendes System Verwendung fand: Der Hauptkrater ist Zentrum einer 24-Stunden-Uhr mit 12 Uhr im Norden, wobei den Stunden die lateinischen Buchstaben mit Ausnahme von I und O entsprechen. Nebenkrater werden dann entsprechend dem Stundenfeld benannt, in dem sie liegen. Außerdem wurden alle Benennungen mit Doppelbuchstaben fallen gelassen. In der Nomenklatur der IAU wurden einige Benennungen mit Doppelbuchstaben aber beibehalten.

## Sonderfälle
Historisch bedingt sind in einigen seltenen Fällen die Hauptstrukturen keine Einschlagkrater, sondern andere Strukturen, vorwiegend Berge oder Gebirgszüge:
- Mons Hadley
- Mons Huygens
- Mons La Hire
- Mons Pico
- Mons Piton
- Mons Rümker
- Mons Wolff
- Montes Alpes
- Montes Spitzbergen
- Promontorium Heraclides
- Promontorium Kelvin
- Promontorium Laplace
- Rima Bradley
- Vallis Bouvard

Bei dem Krater Gerard gibt es die ineinander gelagerten Nebenkrater Gerard Q Inner und Gerard Q Outer.